# Cornelis Theodorus van Assendelft de Coningh
Cornelis Theodorus van Assendelft de Coningh (Arnhem, huis Warnsborn, 5 maart 1821 − Haarlem, 28 februari 1890) was een Nederlands gezagvoerder ter koopvaardij en publicist.

## Biografie
De Coningh, telg uit het geslacht Van Assendelft de Coningh, was een zoon van Ary Dirk van Assendelft de Coningh (1794-1859), garde d'honneur, en diens eerste echtgenote Maria Wilhelmina Weidema (1797-1831). Hij trouwde in 1854 met Maria Elisabeth Steendijk (1832-1862), uit welk huwelijk vier kinderen werden geboren, en in 1868 met Wilhelmina Johanna Vlek (1838-1918), uit welk huwelijk een zoon werd geboren.
De Coningh begon zijn loopbaan in 1835 bij de koopvaardij en sloot die in 1852 als kapitein af. Hij deed daar ook Decima aan waar hij in 1859 naar zou terugkeren om er een handelszaak te vestigen. Over zijn verblijven in 1845, 1851 en 1859 in Japan (Decima, Yokohama) schreef hij verslagen die nog tot in de 20e eeuw door Rudy Kousbroek werden aangehaald. In 2012 werden ze in het Engels vertaald.
Sinds 1860 was hij lid van de Maatschappij der Nederlandse Letterkunde en van het Koninklijk Genootschap voor Land, Taal- en Volkenkunde van Nederlandsch Indië.